# Jean-François Allard
Jean-François Allard (Roche, 27 novembre 1806 – Roma, 26 settembre 1889) è stato un arcivescovo cattolico francese.

## Biografia
Entrò nell'ordine dei missionari oblati di Maria Immacolata e divenne poi maestro dei novizi della casa provinciale dell'ordine a Longueuil.
Fu allo stesso tempo cappellano, maestro dei novizi e professore di pedagogia nel convento delle suore di Gesù e Maria a Longueuil dal 1843 al 1849; dal 1849 al 1851 fu provinciale della sua comunità a Ottawa.
Il 15 novembre 1850 papa Pio IX eresse il vicariato apostolico di Natal e il 31 gennaio dell'anno successivo lo affidò alla cura pastorale di Allard, nominato contestualmente vescovo titolare di Sebaste di Palestina. Ricevette l'ordinazione episcopale il 13 luglio 1851 a Marsiglia dal vescovo Eugène de Mazenod, fondatore della congregazione a cui apparteneva, co-consacranti Joseph Hippolyte Guibert, vescovo di Viviers, e Casimir-Alexis-Joseph Wicart, vescovo di Fréjus.
Rassegnò le dimissioni l'11 giugno 1874 e il 23 giugno seguente lo stesso Papa lo promosse arcivescovo titolare di Tarona.
Morì improvvisamente a Roma il 26 settembre 1889.

## Genealogia episcopale e successione apostolica
La genealogia episcopale è:
- Cardinale Scipione Rebiba
- Cardinale Giulio Antonio Santori
- Cardinale Girolamo Bernerio, O.P.
- Arcivescovo Galeazzo Sanvitale
- Cardinale Ludovico Ludovisi
- Cardinale Luigi Caetani
- Cardinale Ulderico Carpegna
- Cardinale Paluzzo Paluzzi Altieri degli Albertoni
- Papa Benedetto XIII
- Papa Benedetto XIV
- Papa Clemente XIII
- Cardinale Marcantonio Colonna
- Cardinale Giacinto Sigismondo Gerdil, B.
- Cardinale Giulio Maria della Somaglia
- Cardinale Carlo Odescalchi, S.I.
- Vescovo Eugène de Mazenod, O.M.I.
- Arcivescovo Jean-François Allard, O.M.I.

La successione apostolica è:
- Vescovo James David Ricards (1871)